# Hōgen-Rebellion
Die Hōgen-Rebellion (jap. 保元の乱 Hōgen no ran) war ein kurzer Bürgerkrieg, der im Sommer 1156 während der Heian-Zeit in Japan stattfand. Er wurde um die Tennō-Nachfolge und die Kontrolle der Fujiwara-Familie über die Regentschaft geführt. Eines ihrer Ergebnisse war jedoch die Dominanz der Samurai-Clans über das Kaiserhaus und die erstmalige Errichtung einer von Samurai geführten Regierung in der Geschichte Japans.
Das Substantiv Hōgen bezieht sich auf ein Nengō in der japanischen Zeitrechnung. Es kommt nach Kyūju und vor Heiji. Somit fand die Hōgen-Rebellion während Hōgen-Ära statt, die den Zeitraum von April 1156 bis April 1159 umfasst.

## Ursachen
Ein schwelender Machtkampf am kaiserlichen Hof konzentrierte sich im Jahr 1155 auf drei Personen. Nach der Abdankung der ehemaligen Kaiser Toba und Sutoku beabsichtigten beide, während der Regierungszeit von Kaiser Konoe weiterhin Einfluss auf die Regierungsgeschäfte auszuüben (dieses System nennt sich Insei). Als der junge Konoe jedoch am 22. August 1155 starb, änderte sich die Dynamik der streitenden Fraktionen. Zeitgenössische Gelehrte gehen davon aus, dass die Erbfolge an einen jüngeren Bruder, den vierten Sohn des ehemaligen Kaisers Toba, überging. Kurz darauf soll Go-Shirakawa den Thron bestiegen haben.
Mit der Thronbesteigung begann eine neue Phase dieses facettenreichen Machtkampfes. Ein erbitterter Streit zwischen zwei von Tobas Söhnen ging einher mit Spaltungen innerhalb der verschiedenen Kuge-Familien. Toba hatte einen seiner Söhne gezwungen, zugunsten des Sohnes einer anderen Gemahlin abzudanken; nach 1142 hegte der ehemalige Kaiser Sutoku die Erwartung, dass sein Sohn dem Kaiser Konoe auf den Thron folgen würde. Seine Hoffnungen wurden durch die Erhebung eines weiteren Bruders, Go-Shirakawa, enttäuscht. Am 20. Juli 1156 starb auch der ehemalige Kaiser Toba. Daraufhin stritten Kräfte, die dem regierenden Kaiser Go-Shirakawa treu ergeben waren, und die Verbündeten des abgedankten Kaisers Sutoku um die Thronbesteigung Go-Shirakawas und die Fortsetzung seiner Herrschaft.

## Verlauf
Fujiwara no Tadamichi, der erste Sohn des Regenten Fujiwara no Tadazane, stellte sich auf die Seite von Go-Shirakawa, während sein jüngerer Bruder Fujiwara no Yorinaga auf Seiten von Sutoku stand. Beide Parteien wiederum warben bei den Clans der Minamoto und Taira um militärische Unterstützung. Minamoto no Tameyoshi, Oberhaupt der Minamoto, und Taira no Tadamasa bekannten sich zu Sutoku und Yorinaga. Minamoto no Yoshitomo, der älteste Sohn von Minamoto no Tameyoshi sowie Taira no Kiyomori, das Oberhaupt der Taira und Neffe von Taira no Tadamasa, paktierten mit Go-Shirakawa und Tadamichi.
Am 28. Juli standen sich beide Seiten in Kyōto gegenüber. Auf der Seite Sutokus schlug Minamoto no Tametomo (Sohn von Minamoto no Tameyoshi und jüngerer Bruder von Yoshitomo) einen Nachtangriff auf den feindlichen Palast vor, aber Fujiwara no Yorinaga lehnte dies ab. Währenddessen schlug deren Feind Minamoto no Yoshitomo dasselbe vor und setzte die Strategie in die Tat um. In der Nacht auf den 29. Juli führten Kiyomori und Yoshitomo 600 Berittene an und attackierten Sutoku bei der Belagerung von Shirakawa-den. Kiyomori griff das Westtor an, das von Tametomo verteidigt wurde. Tametomo wehrte Kiyomoris Truppe mit seinen hervorragenden Bogenschützeneinheiten ab. Dann griff Yoshitomo Tametomo an, aber auch er wurde zurückgeschlagen. Sutokus Samurai verteidigten sich hartnäckig und die heftigen Kämpfe gingen weiter. Yoshitomo schlug schließlich vor, den Palast in Brand zu stecken. Dieser Rat wurde befolgt und Sutokus Samurai – unfähig, gleichzeitig gegen die Flammen und die Truppen Go-Shirakawas anzukämpfen – ergriffen die Flucht.

## Folgen
Die Streitkräfte des regierenden Kaisers Go-Shirakawa besiegten daraufhin jene des ehemaligen Kaisers Sutoku. Dies ebnete den Weg für Go-Shirakawa. Er wurde 1158 der neue Regent im klösterlichen Exil und sollte während der Regierungszeit von fünf Kaisern weiterhin uneingeschränkt die Macht ausüben (Nijō, Rokujō, Takakura, Antoku und Go-Toba). Sein Einfluss endete erst mit seinem Tod im Jahre 1192. Sutoku wurde in die Provinz Sanuki auf Shikoku verbannt, Fujiwara no Yorinaga im Kampf getötet, Minamoto no Tameyoshi und Taira no Tadamasa wurden hingerichtet. Tametomo überlebte das Schlachtfeld und war gezwungen zu fliehen. Minamoto no Yoshitomo wurde nach dem Tode seines Vaters Oberhaupt der Minamoto und etablierte zusammen mit Taira no Kiyomori diese beiden Samurai-Familien als bedeutsame neue politische Kräfte in Kyōto.
Das Ergebnis der Hōgen-Rebellion und die daraus resultierende Rivalität beider Clans führte zur Heiji-Rebellion des Jahres 1159. Hōgen Monogatari, ein Epos der Kamakura-Zeit, handelt von den Heldentaten der Samurai, die an der Rebellion teilgenommen hatten. Zusammen mit Heiji Monogatari und Heike Monogatari beschreibt dieses Werk den Aufstieg und Fall der Familien der Minamoto und Taira.